# Апостолы Пётр и Павел (картина Эль Греко, Эрмитаж)
«Апостолы Пётр и Павел» (исп. Los apóstoles Pedro y Pablo) — картина испанского живописца греческого происхождения Эль Греко (Доменикоса Теотокопулоса) из собрания Государственного Эрмитажа.
Изображены двое мужчин, в жёлтом и красном одеянии, стоящих возле стола с книгами. В правом нижнем углу на торцевом срезе книги полустёртая подпись художника на греческом языке: Δομήνικος Θεοτοκόπουλος ἐποίε.
Картина иллюстрирует встречу апостолов Петра и Павла в Антиохии, описанную Павлом в Послании к Галатам: «Когда же Пётр пришёл в Антиохию, то я лично противостал ему, потому что он подвергался нареканию. Ибо, до прибытия некоторых от Иакова, ел вместе с язычниками; а когда те пришли, стал таиться и устраняться, опасаясь обрезанных. Вместе с ним лицемерили и прочие Иудеи, так что даже Варнава был увлечён их лицемерием. Но когда я увидел, что они не прямо поступают по истине Евангельской, то сказал Петру при всех: если ты, будучи Иудеем, живёшь по-язычески, а не по-Иудейски, то для чего язычников принуждаешь жить по-Иудейски? Мы по природе Иудеи, а не из язычников грешники…» (Гал. 2:11—15). Это единственный описанный в Новом Завете случай разлада среди апостолов.
Подобную трактовку сюжета предлагала хранительница испанской живописи в Эрмитаже Людмила Каганэ. Она указывает на разобщённость апостолов. Павел занимает центральное место в композиции, выглядит абсолютно твёрдо в своих убеждениях, одной рукой упирается в раскрытую книгу, на другой руке у него три загнутых пальца, символизирующих прощение заблуждений. Пётр сдвинут немного вглубь и в сторону, играет в композиции подчинённую роль, имеет расстроенный и одновременно вопрошающий вид. Отсутствие традиционного атрибута Павла — меча — истолковывается как свидетельство христианского гуманизма. Аналогичное прочтение сюжета даёт и Д. С. Буслович: «Фанатически властная натура Павла проявляется в его жестах, осанке, в выражении тёмных глаз. Весь облик Петра — поза, лицо, рука, повисшая под тяжестью ключей, — говорит о пассивной покорности».
Предполагается, что в образе апостола Павла Эль Греко изобразил себя. Это же самое лицо художник изобразил в нескольких других своих картинах: «Святой лик (Платок св. Вероники)» (начало 1580-х годов, Музей фонда Васила и Элизы Гуландрис в Афинах), «Погребение графа Оргаса» (1586—1588 год, церковь Сан-Томе в Толедо), «Святой Павел» (1580-е, коллекция маркизы де Наррос в Мадриде) и в ряде других. Также он обнаруживает значительное сходство с наиболее вероятным автопортретом Эль Греко из собрания Метрополитен-музея; правда, изображённый там персонаж значительно старше, но нью-йоркская картина и датируется существенно позже эрмитажного полотна — самым концом XVI века, когда художнику было около 60 лет. На всех подобных работах лицо изображённого несёт возрастные изменения, примерно соответствующие возрасту самого Эль Греко в момент написания картины. Л. Л. Каганэ считает, что Эль Греко мог изображать себя в виде апостола Павла потому, что тот, согласно преданиям, проповедовал христианство на Крите — родине художника и «личность апостола Павла — человека цельного, убеждённого, страстного — явно представлялась ему более привлекательной, чем личность Петра».
Картина была написана около 1587—1592 года; если счесть изображение Павла автопортретным, то Эль Греко было около 50 лет, что примерно соответствует возрасту изображённого мужчины. Считается, что картины из церкви Сан-Томе в Толедо и мадридской коллекции де Наррос непосредственно предшествуют картине из Эрмитажа.
Ранняя история картины неизвестна. В начале XX века она принадлежала члену Государственного совета Российской империи генералу от инфантерии Петру Дурново, который в 1911 году подарил её Эрмитажу, причём в его собрании она считалась работой неизвестного художника и фигурировала под условным названием «Святые». Владимир Левинсон-Лессинг упоминал, что совершить Дурново этот дар убедил Эрнст Липгарт, который ещё в 1908 году смог прочитать подпись художника и впоследствии идентифицировал апостолов. Однако слово «ἐποίε» он сначала принял за дату «1618», затем исправил на «1614» (год смерти художника) — с этой датой картина была опубликована в эрмитажном каталоге 1912 года. Настоящая датировка была предложена в каталоге 1926 года и с тех пор признаётся большинством исследователей.
В 1980-х годах картина прошла рентгенографическое исследование. Было обнаружено, что голова Павла первоначально была крупнее и находилась ближе к центру картины, а у Петра не было видно рук. Кроме того, исследование в инфракрасных лучах показало, что левая рука Петра была изначально прижата к груди и лишь впоследствии художник покрыл её слоем краски (впрочем, следы руки заметны и невооружённым глазом — они слегка просвечивают сквозь складки одежды).
Картина выставляется в Испанском кабинете (зал 240) здания Нового Эрмитажа.
В 1970 году Министерством связи СССР была выпущена почтовая марка с репродукцией этой картины, номинал марки — 4 копеек (№ 3957 по каталогу ЦФА).
Советский искусствовед-испанист И. М. Левина в своём обзоре испанского искусства XVI—XVII веков, анализируя картину, отмечала:

На эрмитажной картине они [апостолы] изображены как носители и проповедники одного учения. Но они противопоставлены друг другу, воплощая два различных характера и как бы разделены выступом стены. <…> Страстный проповедник, Павел как будто закончил свою горячую проповедь: губы плотно сомкнуты, но глаза ещё горят сжигающим его внутренним огнём и убеждением в правоте своих идей. <…> Иначе понят Пётр. Он изображён Эль Греко как человек, которого одолевали человеческие слабости и сомнения: голова опущена, в глазах печальный блеск, в волосах уже обильно проступает седина; тяжёлый ключ в левой руке опущен, словно тяжесть тянет его вниз.

Картина явилась первой в серии «апостоладес» — изображений Двенадцати апостолов, над этой серией Эль Греко работал все 1590-е годы.
В творчестве Эль Греко существует ещё две картины на аналогичный сюжет.
Одна из них находится в Национальном музее искусства Каталонии в Барселоне. Эта картина имеет другую композицию и решение сюжета, а также цветовую гамму, более характерную для позднего периода творчества Эль Греко: на фоне неба изображены те же самые персонажи, но они имеют немного более старший возраст; Павел имеет свой традиционный атрибут меч; сами персонажи, в отличие от эрмитажной работы, демонстрируют полное единство и смотрят прямо на зрителя. Считается, что эта картина написана в 1590—1600 годах (холст, масло; 116 × 91,8 см; инвентарный № 005 083—000).
Вторая работа находится в собрании Национального музея Швеции в Стокгольме. Она почти полностью идентична петербургской картине. Но если облик Петра очень близок, то Павел выглядит значительно старше и его внешность ещё больше похожа на предполагаемый автопортрет Эль Греко из Метрополитен-музея. В Стокгольме эта картина датируется около 1605—1608 годами (холст, масло; 124 × 93,5 см; инвентарный № NM 3077). Предполагается, что именно эта картина упоминалась в посмертной описи имущества Эль Греко, а также в описи его сына в 1621 году. В 1608 году в Толедо с неё была снята (в зеркальном отображении) гравюра Диего де Астора, подписанная «D. De. astor. sculp. Toleti. Anno 1608», один из сохранившихся отпечатков этой гравюры хранится в Испанской национальной библиотеке в Мадриде.
- Вариант из Национального музея в Стокгольме
- Вариант из Национального музея искусства Каталонии в Барселоне
- Гравюра Диего де Астора из Национальной библиотеки Испании
- «Портрет пожилого мужчины». Метрополитен-музей
- «Апостолы Пётр и Павел» на почтовой марке СССР № 3957. 1970 год.

Существует несколько копий XVII—XVIII веков, в основе которых лежат эрмитажный и стокгольмский варианты картины.